# Krümel

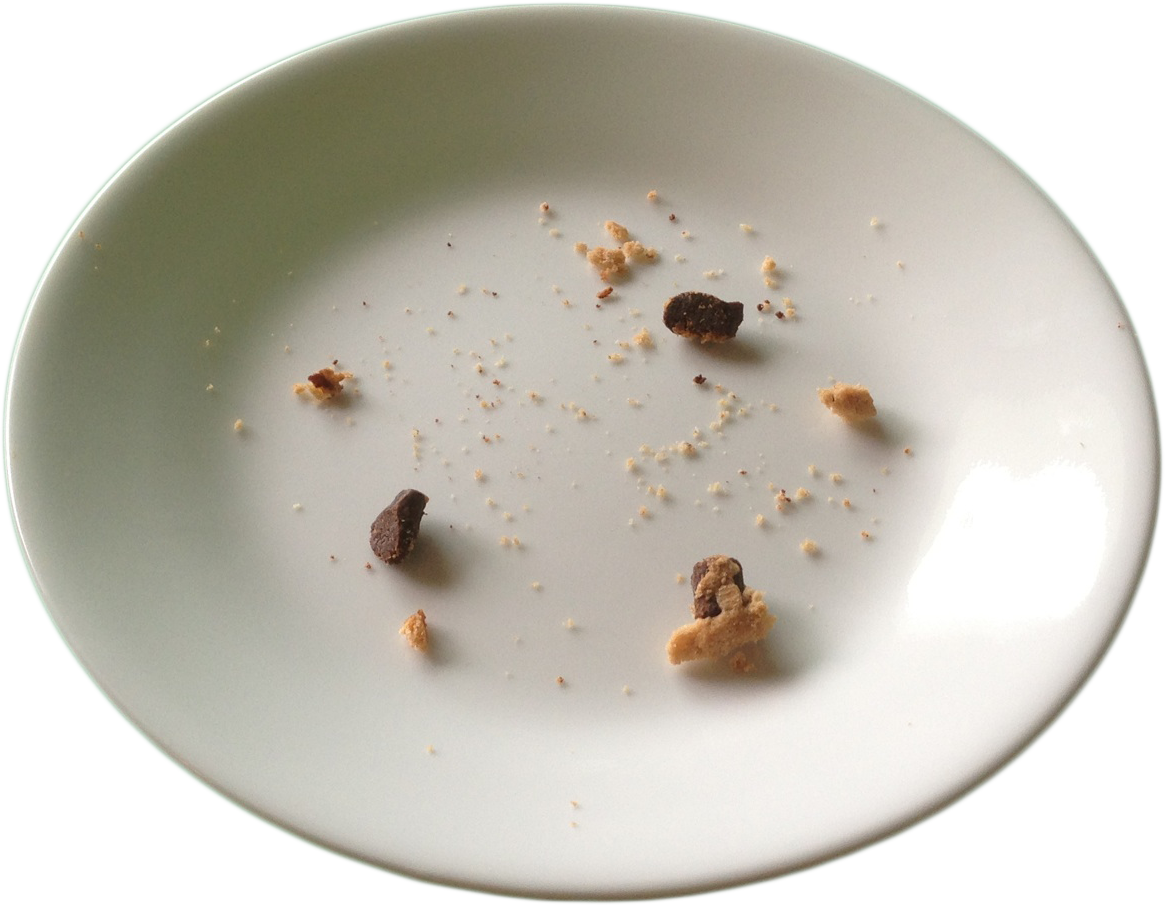
Kekskrümel auf einem Teller

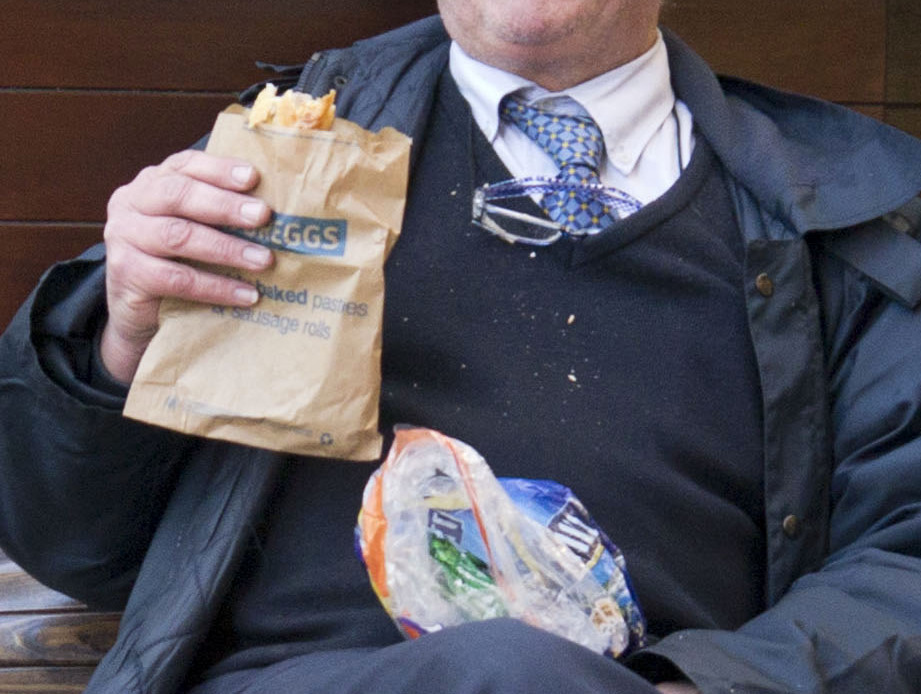
Gebäckkrümel auf einem Pullover

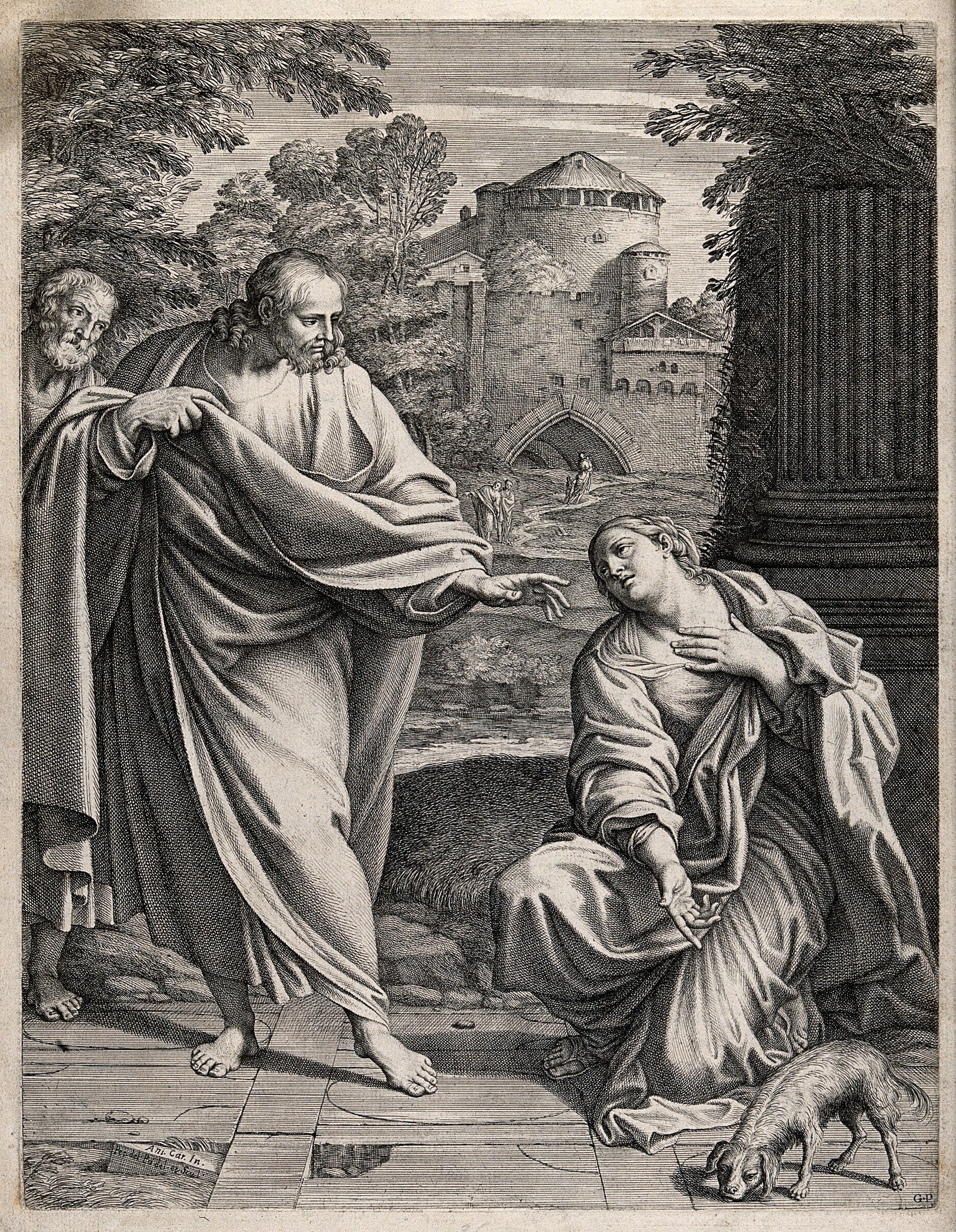
Jesus und die kanaanitische Frau, die sich mit einem Hund vergleicht, der die Brosamen vom Tisch seines Herrn isst (Kupferstich von Pietro del Pò, 17. Jahrhundert)

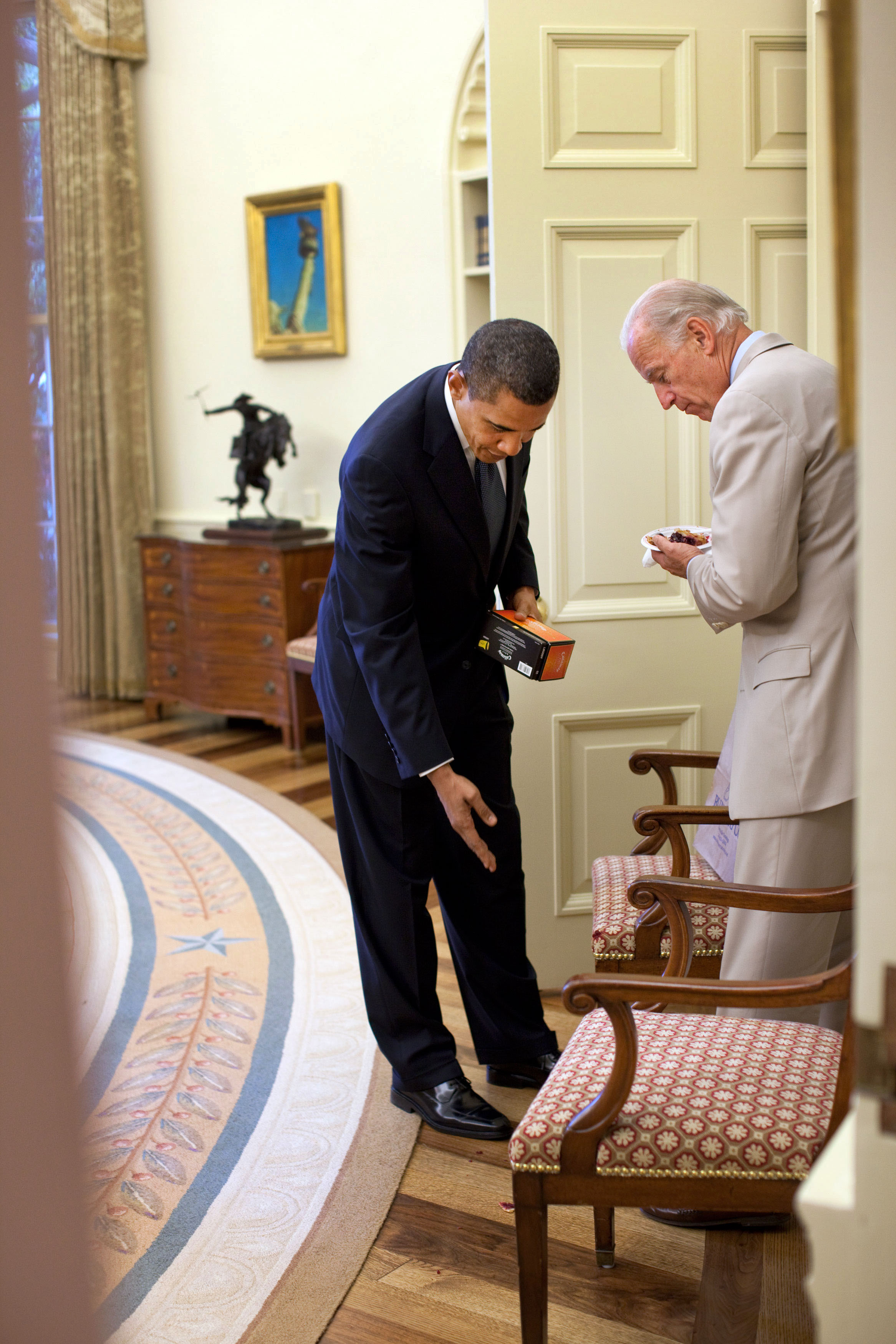
Barack Obama weist Joe Biden auf dessen Kuchenkrümel am Boden des Oval Office hin (2009)

Ein Krümel (auch: Brösel) ist ein kleines, meist von einem größeren Ganzen abgebrochenes und unförmiges Stück. Dabei handelt es sich meistens um Kuchen- oder Brotkrumen, auch Brosamen. ‚Krümel‘ ist ein Diminutiv des Begriffs Krume. Die Verben ‚krümeln‘ oder ‚bröseln‘ bezeichnen umgangssprachlich eine Form der Nahrungsaufnahme, bei der Krümel oder Brösel auf Tisch oder Boden fallen.

## Wortgeschichte
Krume bezeichnete im Mittelhochdeutschen den weichen Teil von etwas. Daher kommt auch die heute noch geläufige Bedeutung, mit der der innere Teil von Brot und Backwaren benannt wird. Im Gegensatz zum Begriff Krümel bzw. Krumen, der hauptsächlich im nördlichen deutschen Sprachgebiet bekannt ist, findet sich das Wort ‚Brösel‘ (Plural: ‚Brösel‘) vornehmlich im süddeutschen Raum und Österreich. Die beiden Begriffe sind synonym. Brösel bezeichnen auch das aus trockenen Brötchen mithilfe einer Reibe gewonnene Semmelmehl (Semmelbrösel), das als Paniermehl verwendet wird.

## Brosamen
Das Wort ‚Brosame‘ (Plural: ‚Brosamen‘) entstammt dem althochdeutschen Begriff bros[a]ma, (mittelhochdeutsch bros[e]me) und bedeutete so viel wie „Zerriebenes“ oder „Zerbröckeltes“. Die Wörter „Brösel“ (mhd. brosemlin) oder „zerbröseln“ stammen davon ab. Unter anderem findet sich das Wort in Märchen der Brüder Grimm, so z. B. in „Hänsel und Gretel“. Hier streuen die Kinder Brosamen, um aus dem Wald zurückzufinden. In Anspielung darauf wird in der IT-Fachsprache der Begriff Brotkrümelnavigation verwendet.
Martin Luther verwendete in seiner Bibel-Übersetzung ebenfalls das Wort „Brosame“. Im Gespräch mit Jesus vergleicht sich die kanaanitische Frau mit einem Hund, der die Brosamen vom Tisch seines Herrn isst (15,27 ).
Heute findet sich der Begriff „Brosame“ beinahe ausschließlich in Baden-Württemberg. In der Deutschschweiz bezeichnet man (Brot-)Krümel als ‚Brösmeli‘ oder ‚Krumel‘. Dort gab es eine christliche Zeitschrift mit dem Titel Brosamen von des Herrn Tisch.

## Sonstiges
Das Cookie Monster aus der Sesamstraße, das gerne Kekse isst, wurde ins Deutsche als Krümelmonster übersetzt. Es wird in Dialogen oft kurz mit Krümel angeredet. Der deutsche Comiczeichner Rötger Feldmann verwendet das Pseudonym „Brösel“, die Sängerin Marion Pfaff das Pseudonym „Krümel“. Für die Raumstation ISS wird seit den 2020er Jahren ein Backautomat entwickelt, der das Backen von Brötchen ohne Krümel ermöglichen soll.